# Lemoyne (Nebraska)
Lemoyne je naseljeno područje za statističke svrhe u američkoj saveznoj državi Nebraska. Prema popisu stanovništva iz 2010. u njemu je živjelo 82 stanovnika.